# Templo Votivo del Mar
Templo Votivo del Mar je španělský katolický kostel zasvěcený Panně Marii Karmelské, ochranitelce námořníků. Je umístěn na kopci v galicijské pobřežní vesnici Panxón (španělsky: Panjón), vedle původně stojícího starobylého farního kostela San Juan de Panxón. Z něho se dochoval kamenný oblouk ze 7. století, ukázka architektury vizigótské říše. Kostel byl vystavěn v letech 1932 – 1937 podle plánů architekta Antonia Palacia.

## Historie
Když se architekt Antonio Palacios dozvěděl, že farníci z obce Panxón se chystají zbourat starý kostel San Juan de Panxón, přijel na místo a slíbil, že jim navrhne nový kostel pod podmínkou, že zůstane zachován vizigótský oblouk z původní kaple ze 7. století. Jeho přání bylo vyhověno a v letech 1932 – 1937 byl z příspěvků farníků a za jejich přímé pomoci vystavěn nový chrám, jehož věž připomíná maják a slouží pro orientaci námořníkům.

## Popis stavby
V architektuře žulového kostela je zastoupena neogotika, modernismus i maurské vlivy. Kostel má čtyřhrannou zvonici zakončenou cimbuřím. Vedle se nachází věž kruhového půdorysu, ve které je umístěno schodiště, vedoucí do zvonice. Kuželovité zakončení věže je natřeno červenými a bílými pruhy jako maják. Kolem něho jsou pod osmibokou kupolí umístěny čtyři lidské postavy, držící se za ruce a hledící do čtyř světových stran. Interiér připomíná obrácený trup lodi. Klenby a strop presbytáře jsou zdobeny barevnými mozaikami zobrazujícími světce, náboženské a námořnické výjevy (např. karavelu Pintu v přístavu Baiona, oznamující objevení Ameriky). Vedle presbytáře je umístěna socha Svatého Jana Křtitele, pocházející z původního kostela. V boční lodi se nachází socha Panny Marie Karmelské s Ježíškem nad rozbouřenými vlnami moře a třemi ztroskotanými námořníky, doufajícími v záchranu.

## Současnost
Kostel byl postaven z recyklovaného materiálu a jeho umístění na kopci nechráněném od povětrnostních vlivů z Atlantiku, způsobilo postupné zhoršování jeho technického stavu. Důsledkem zvýšené vlhkosti a zatékání, trpí zejména unikátní vitráže a mozaiky v interiéru. Integritu památky ohrožují i dvě obrovské trhliny ve věži. V roce 2009 byla vyčleněna částka 215 000 € na rekonstrukci a záchranu prostor chrámu. 

## Galerie

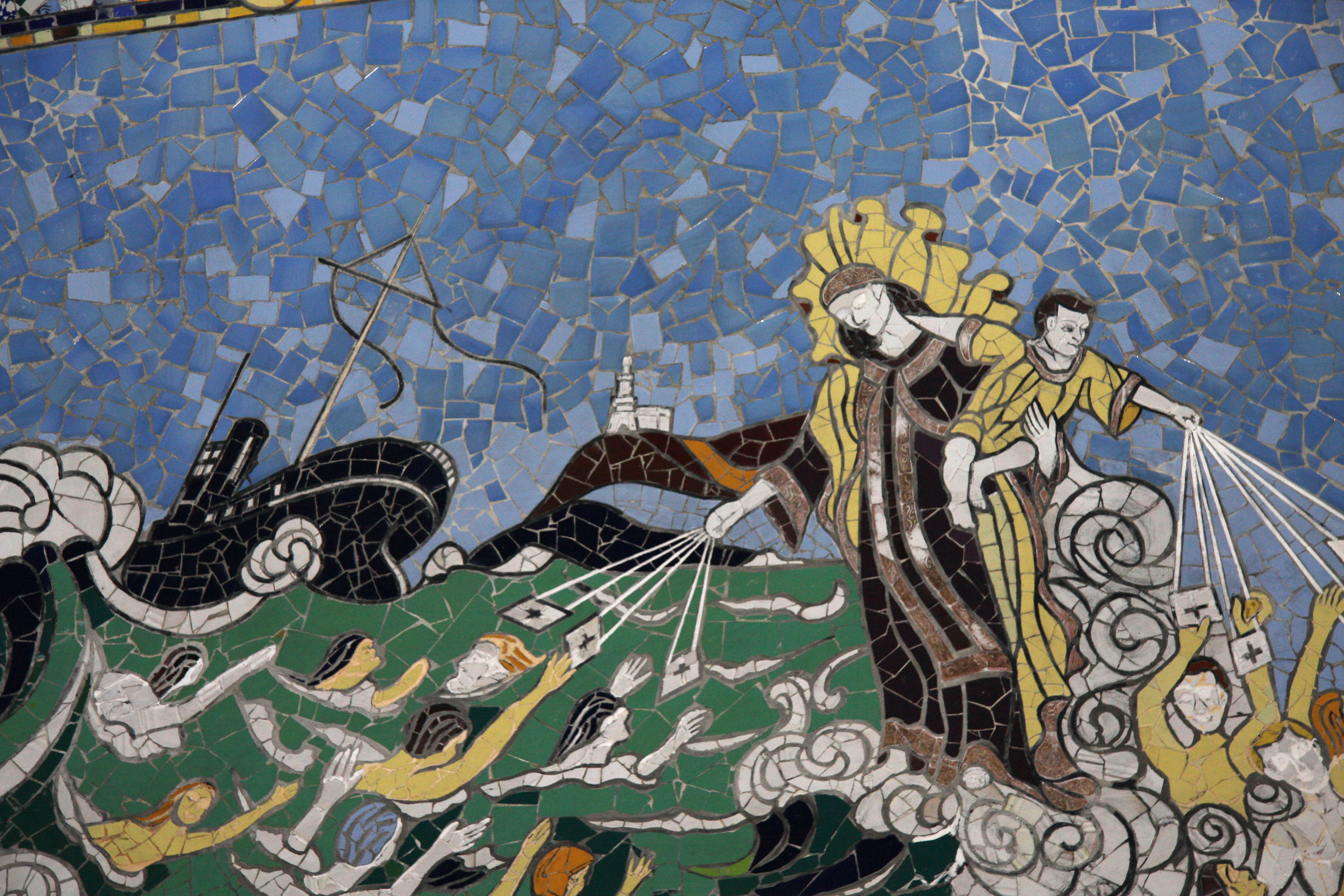
Mozaika Panny Marie Karmelské s Ježíškem, zachraňující posádku a cestující ze ztroskotané lodi
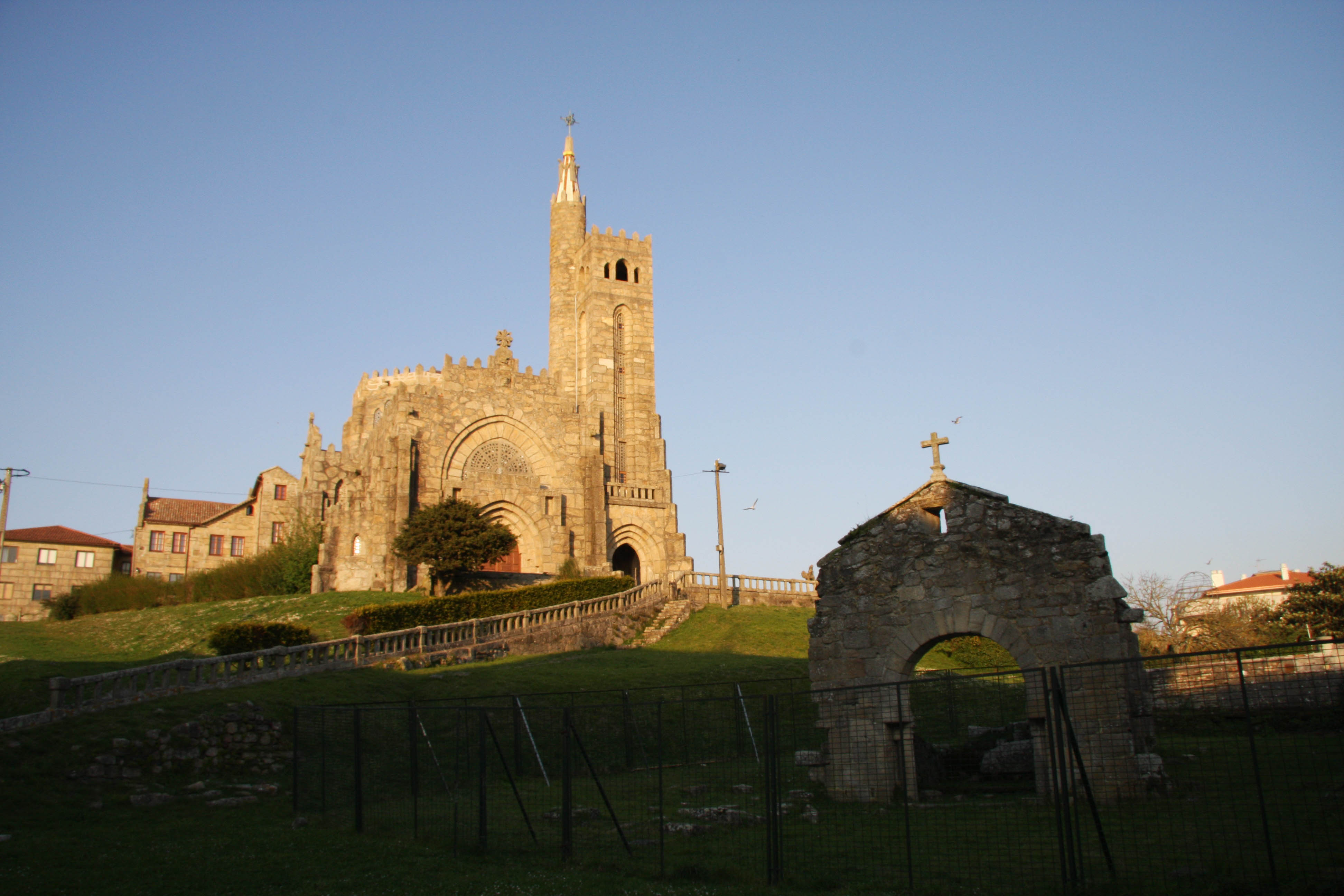
Chrám se sousedícím vizigótským obloukem
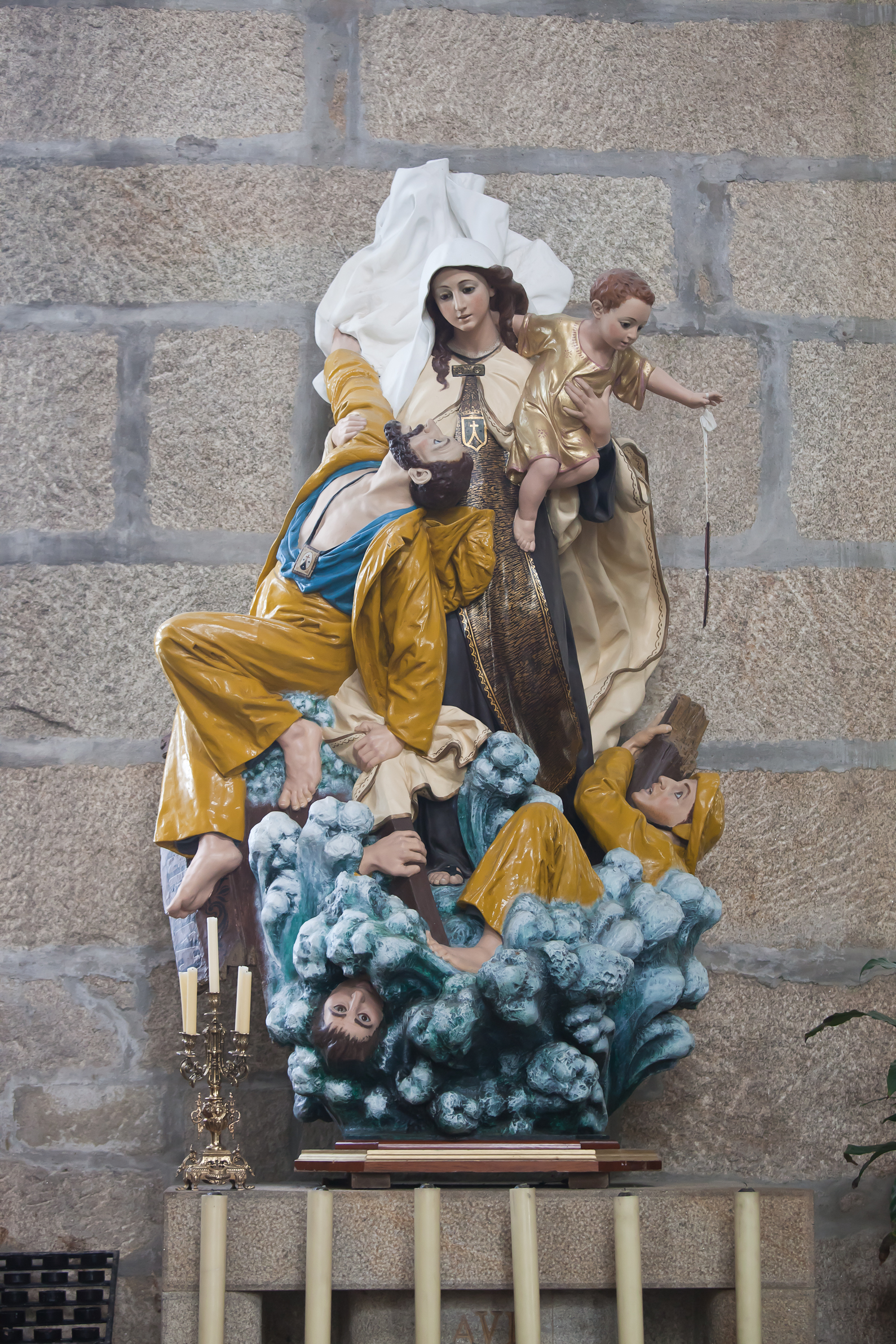
Socha Panny Marie Karmelitské s Ježíškem a třemi námořníky v rozbouřených mořských vlnách
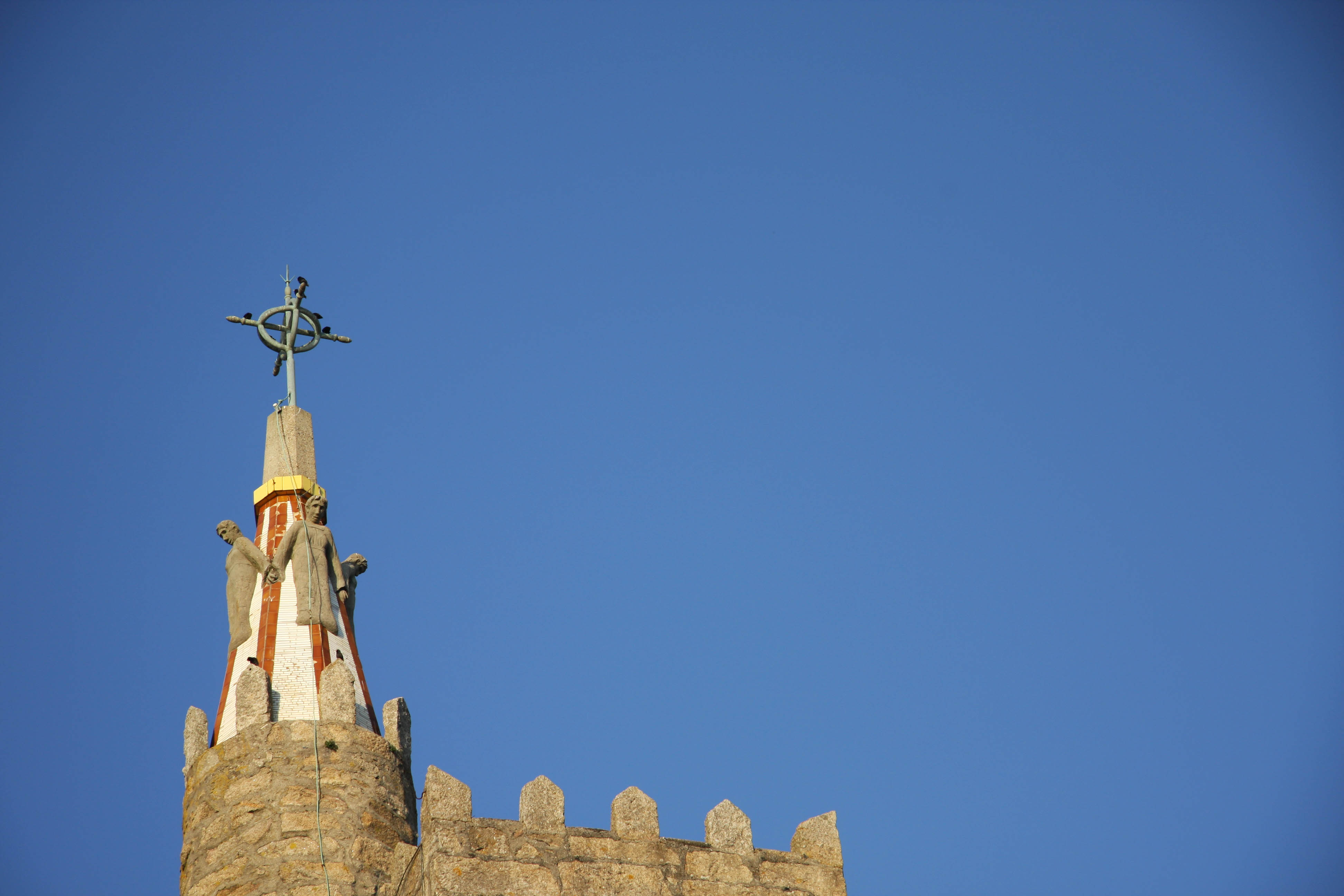
Detail zakončení věže
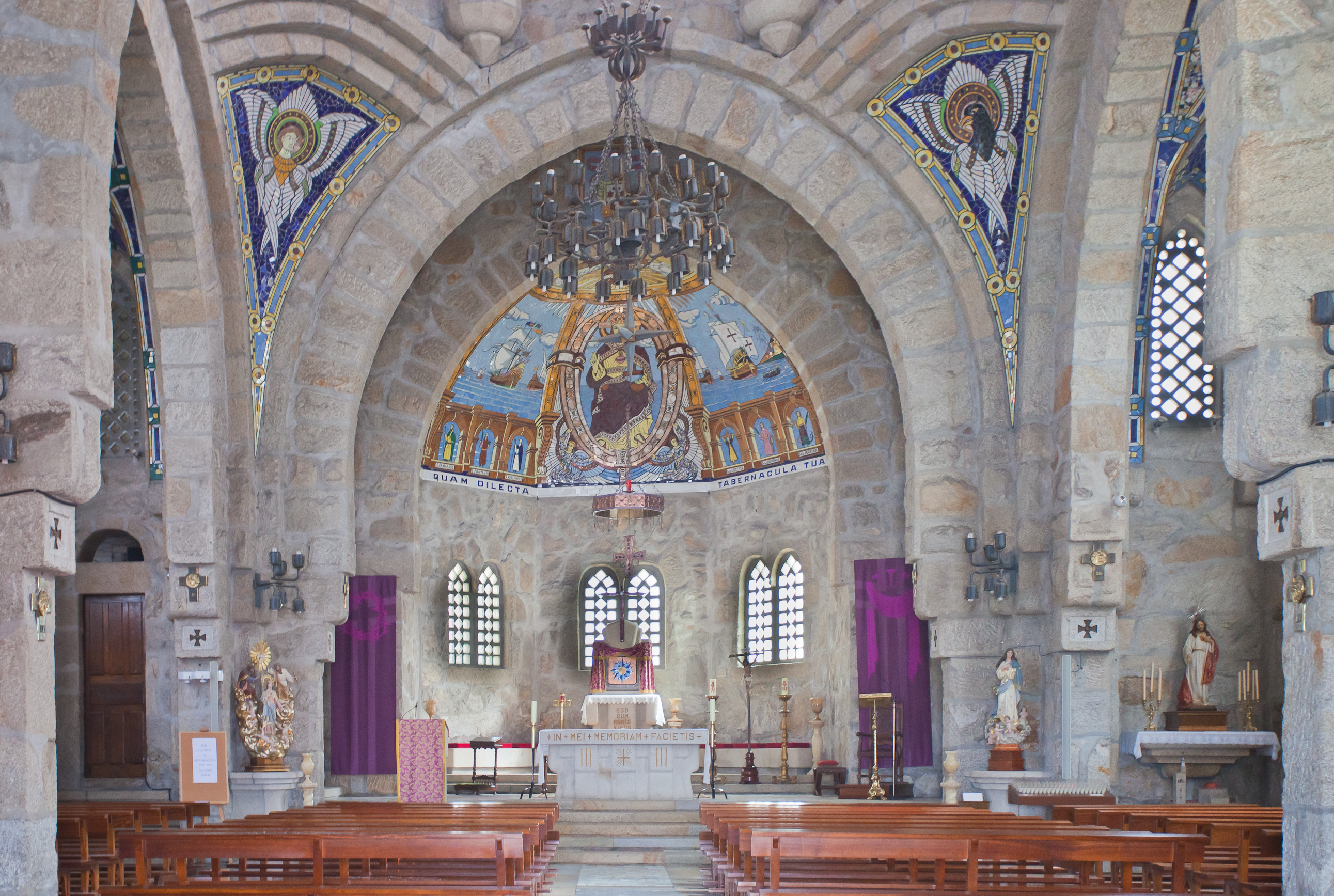
Interiér chrámu